# زمستان هسته‌ای
زمستان هسته‌ای از عواقب اقلیمی احتمالی یک جنگ هسته‌ای است. هوای بسیار سرد و کاهش نور خورشید — که می‌تواند ماه‌ها و سال‌ها به درازا بکشد — از پیامدهای محتمل و پیش‌بینی‌شدهٔ یک جنگ هسته‌ای هستند. استفاده از سلاح‌های هسته‌ای منجر به وقوع زمستان هسته‌ای می‌شود؛ به خصوص اگر هدف سلاح‌های هسته‌ای منطقه‌ای آتش‌زا و قابل احتراق مانند یک شهر باشد؛ زیرا سوختن آن منجر به تولید و گسترش مقادیر زیادی دود و دوده می‌شود که می‌تواند از پوش‌کره هم بالاتر برود و موجب بازتابش بیشتر نور خورشید به فضا و در نتیجه کاهش دمای زمین گردد.